# BMW Oracle Racing
BMW Oracle Racing è un team velico statunitense.
Il suo armatore Larry Ellison è anche il fondatore di Oracle Corporation, lo sponsor che dà il nome alla barca, ed è inoltre colui che ha investito più fondi nello sviluppo dell'imbarcazione. Per la 32esima America's Cup (2007) si stima quasi 170 milioni di euro.

## Louis Vuitton's Cup 2007

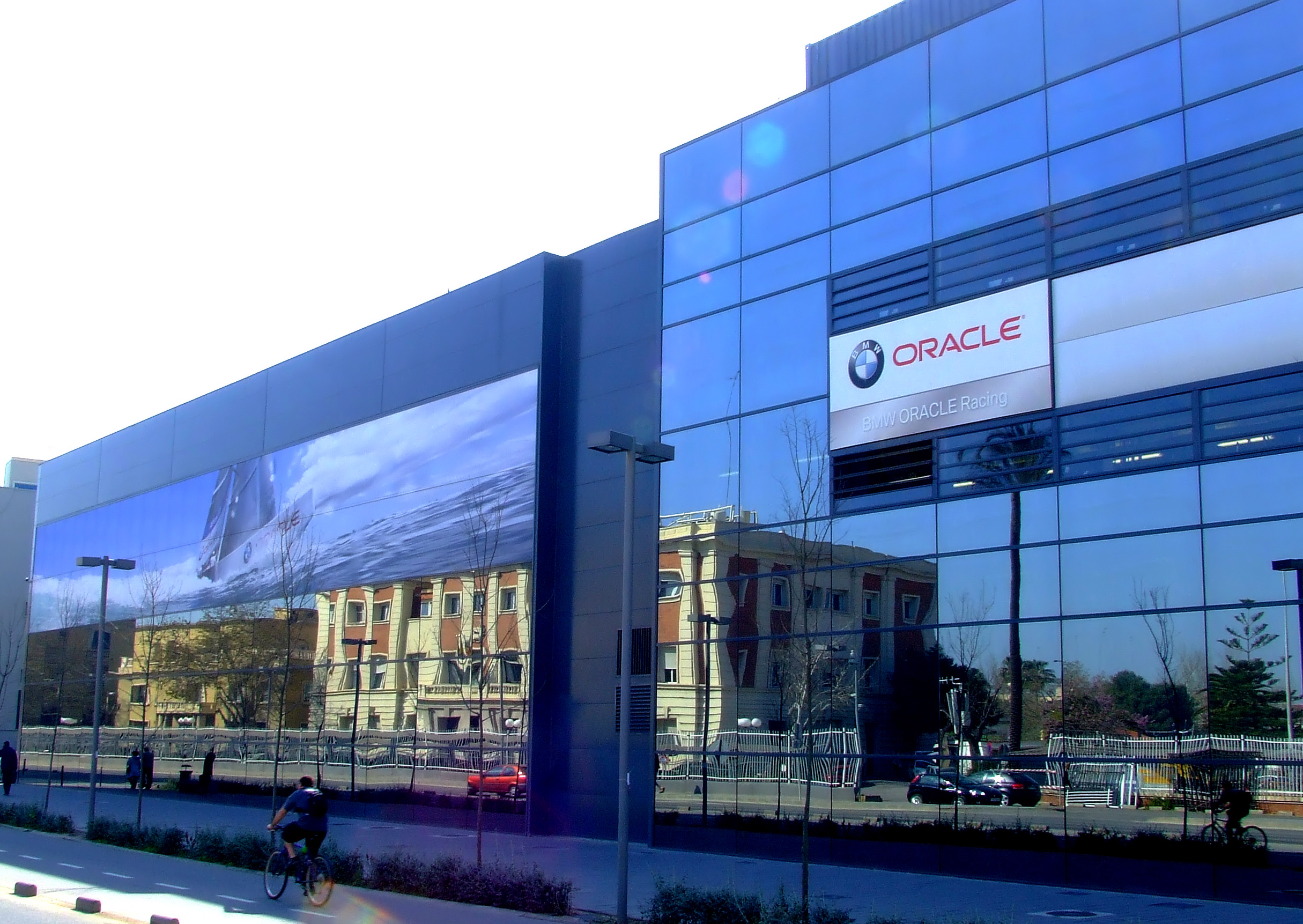
Base di BMW Oracle a Valencia

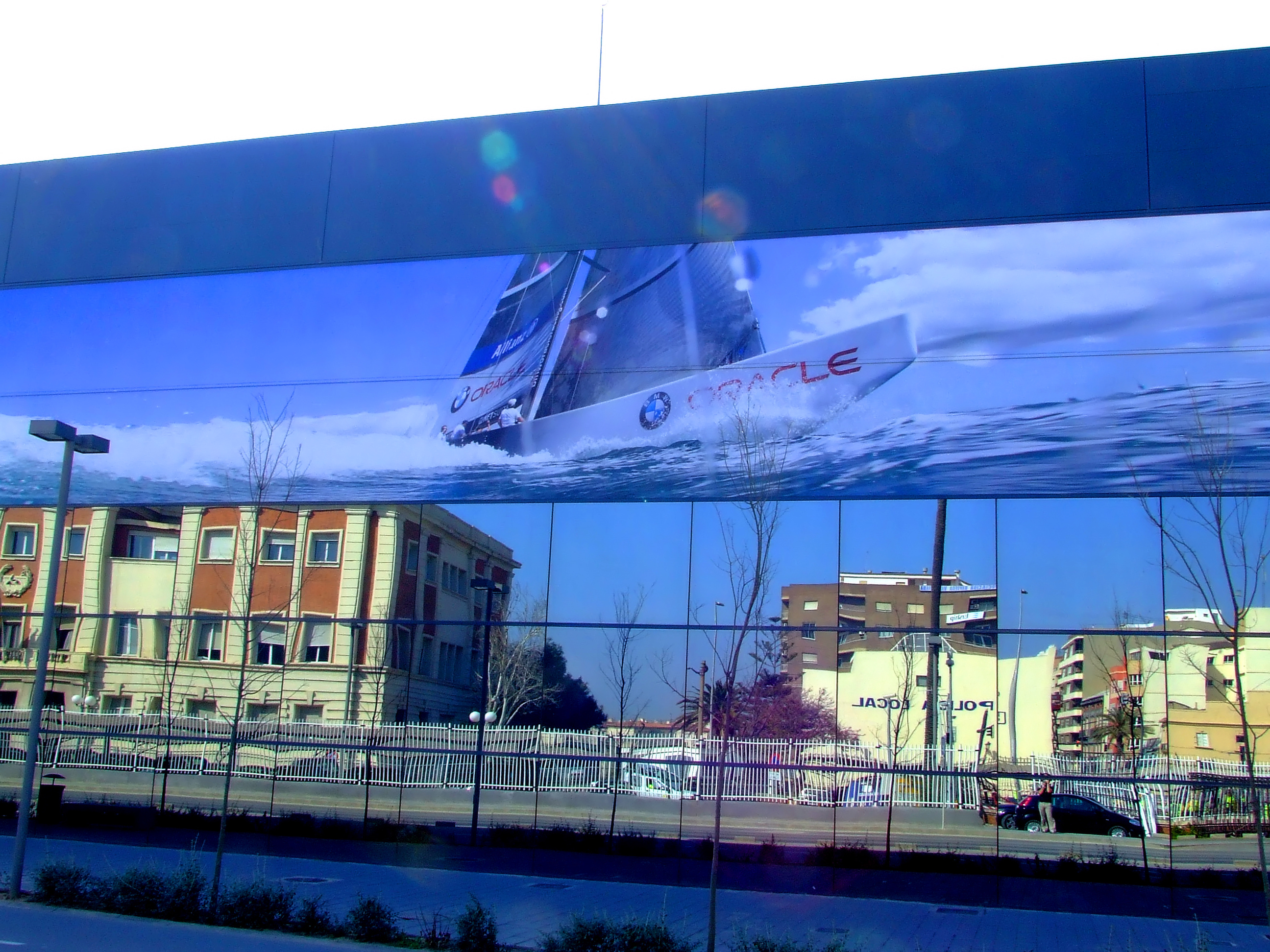
Base di BMW Oracle a Valencia

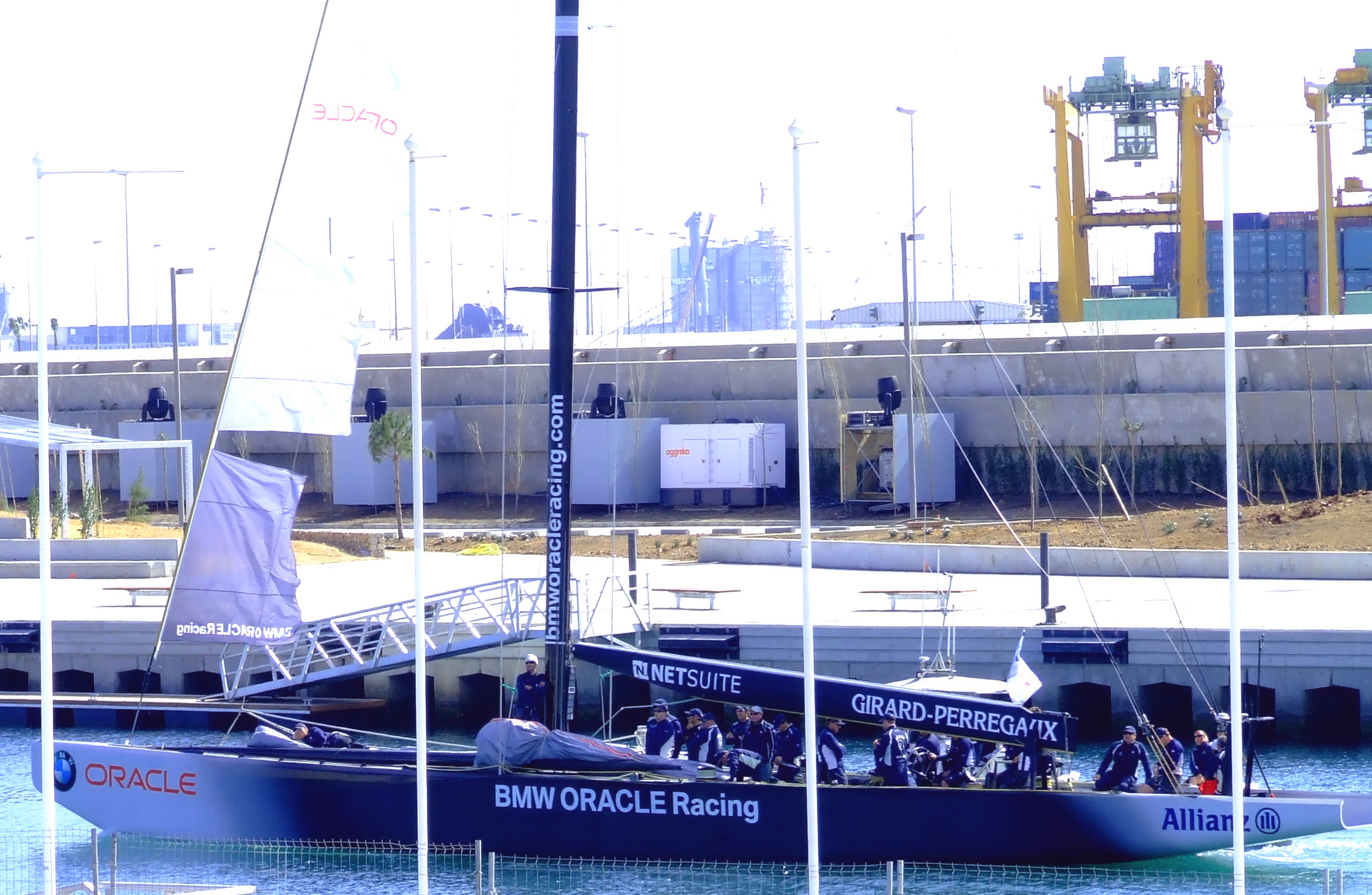
BMW Oracle esce dal porto

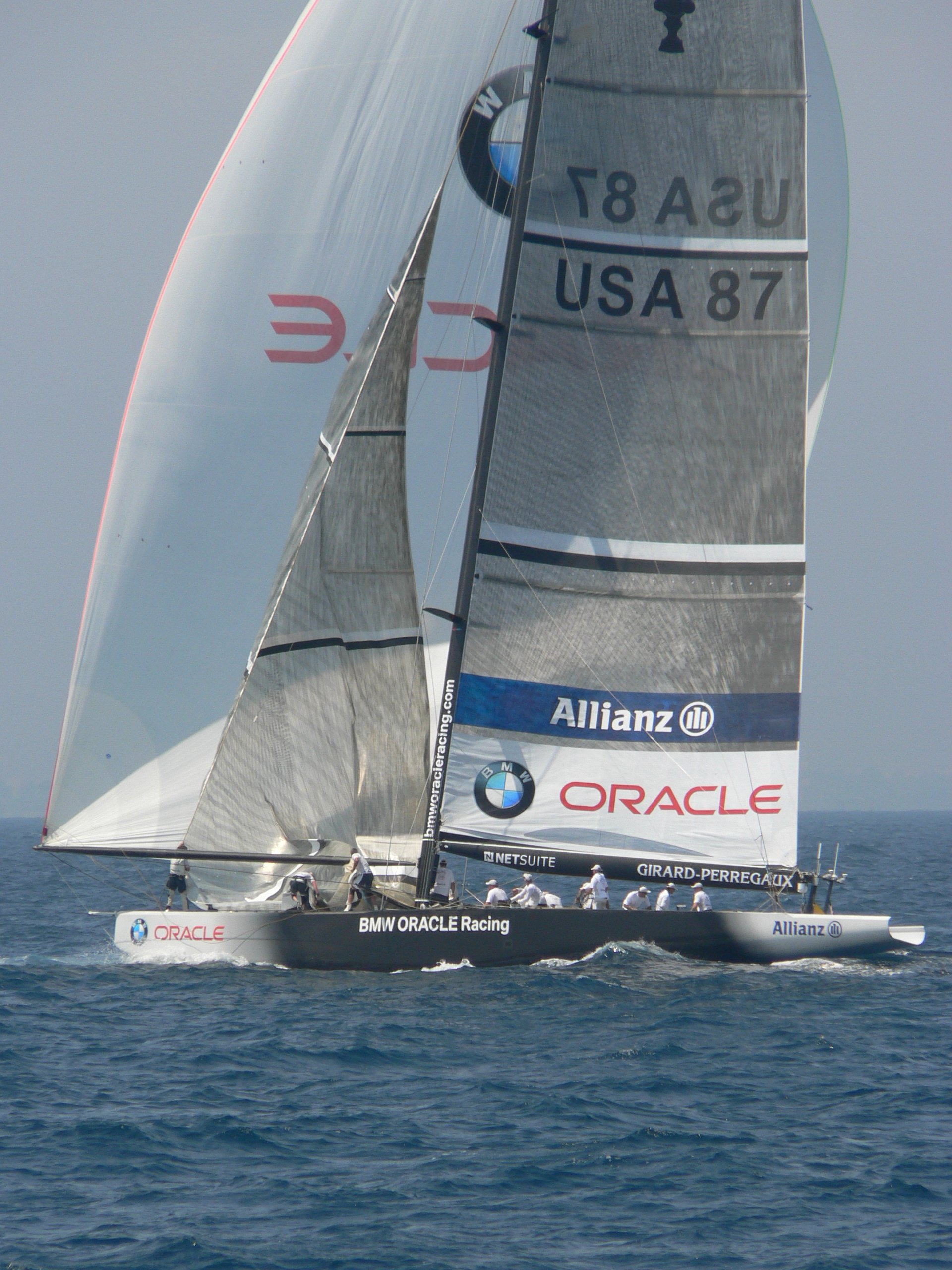
BMW Oracle a Valencia nel 2007

Oracle si è distinta durante i due Round Robin, dominando i due turni fino all'ultima regata, quando viene battuta e sorpassata da Team New Zealand. Oracle  come i neozelandesi ha riportato solo tre sconfitte su 20 regate: contro gli spagnoli di Desafio, contro China Team (unica vittoria dei cinesi nel torneo, causata soprattutto della rottura dello strallo di prua dell'imbarcazione americana immediatamente dopo la partenza, che consente ai cinesi di guadagnare un vantaggio che il team americano non è riuscito a colmare, nonostante un buon recupero) e contro team New Zealand nell'ultimo turno.
Nelle semifinali Oracle è stata battuta per 5-1 da Luna Rossa. L'unica vittoria in semifinale di BMW Oracle è avvenuta nel secondo giorno di regata, in cui ha recuperato quasi 200 metri su Luna Rossa in un unico lato (da qui anche il suo soprannome "Razzo di poppa"). Successive modifiche alla barca italiana hanno permesso di annullare tale vantaggio e le regate successive sono state sempre più dominate da Luna Rossa e dal suo timoniere James Spithill.
Il giorno peggiore per BMW Oracle è stato quello della quinta regata, quando il punteggio era ancora di 3-1 per Luna Rossa. Dopo 3 sconfitte il timoniere di Oracle, Chris Dickson, era stato messo sotto pressione dall'armatore Larry Ellison, che tra l'altro quel giorno non era nemmeno in barca, come suo solito. La forte pressione psicologica e l'abilità del timoniere avversario, James Spithill, sono le probabili cause dei 2 clamorosi errori commessi in partenza da Chris Dickson: il mancato rispetto di una precedenza e una collisione tra i due scafi. Tali sbagli hanno inflitto ben 2 penalità alla barca americana, che non è più stata in grado di riaprire la regata. Questi errori hanno decretato la messa a riposo forzata di Chris Dickson per l'ultima regata, sostituito da Sten Mohr per l'ultimo tentativo di rimonta che comunque è fallito il 20 maggio 2007 sancendo l'eliminazione di BMW Oracle dalla Coppa America. È la prima volta nella storia che una barca americana non arriva alla finale della Louis Vuitton Cup (a parte ovviamente quando, essendo il defender della Coppa America, non ha partecipato alla Louis Vuitton Cup).

## Louis Vuitton Pacific Series
BMW Oracle ha partecipato alla Louis Vuitton Pacific Series, una competizione riservata ad imbarcazioni ACC tenutasi tra il 30 gennaio ed il 14 febbraio 2009 ad Auckland, in Nuova Zelanda. Il team statunitense ha anche fornito due delle quattro barche impiegate dai partecipanti alla competizione (USA-87 e USA-98, assieme alle barche dei padroni di casa, NZL-84 e NZL-92). Nella prima fase Oracle ha gareggiato nel Pool A (disputato proprio con due barche fornite dagli statunitensi), arrivando seconda dietro agli imbattuti neozelandesi.
| Pos | Squadra                   | G | V | P | Pt | Risultato                     |
| --- | ------------------------- | - | - | - | -- | ----------------------------- |
| 1   | Emirates Team New Zealand | 4 | 4 | 0 | 4  | Qualificate alla gold fleet   |
| 2   | BMW Oracle                | 4 | 3 | 1 | 3  | Qualificate alla gold fleet   |
| 3   | Damiani Italia            | 4 | 2 | 2 | 2  | Qualificate alla gold fleet   |
| 4   | K Challenge               | 4 | 1 | 3 | 1  | Qualificate alla silver fleet |
| 5   | China Team                | 4 | 0 | 4 | 0  | Qualificate alla silver fleet |

|            | NZL  | KCH  | DAM  | CHN  |
| ---------- | ---- | ---- | ---- | ---- |
| BMW Oracle | 0:28 | 0:54 | 0:52 | 1:28 |

Nel secondo turno Oracle ha partecipato alla Gold Fleet, riservata ai migliori team dei due precedenti pool. È arrivata nuovamente seconda, battuta solo dagli svizzeri di Alinghi (che hanno chiuso con 4 vittorie ed una regata non disputata) e senza essersi vista riconoscere la vittoria contro Team Origin, a causa di un contatto in prepartenza che ha portato gli inglesi al ritiro.
| Pos | Squadra                   | G | V | P | Pt  | Risultato                          |
| --- | ------------------------- | - | - | - | --- | ---------------------------------- |
| —   | Emirates Team New Zealand | 5 | 2 | 3 | 0   | Qualificata alla finalissima       |
|     |                           |   |   |   |     |                                    |
| 1   | Alinghi                   | 5 | 4 | 1 | 4   | Qualificata alla finale Challenger |
| 2   | BMW Oracle                | 5 | 4 | 1 | 2   | Qualificate ai quarti di finale    |
| 3   | Damiani Italia            | 5 | 3 | 2 | 2   | Qualificate ai quarti di finale    |
| 4   | Team Origin               | 5 | 2 | 3 | 0.5 | Qualificate ai play-off            |
| 5   | Luna Rossa                | 5 | 0 | 5 | 0   | Qualificate ai play-off            |

1. ↑  1 punto di penalità per un contatto con Team Origin.
2. ↑  0,5 punti di penalità per un contatto con BMW Oracle.

|            | NZL  | DAM  | ORI  | ALI  | LUN  |
| ---------- | ---- | ---- | ---- | ---- | ---- |
| BMW Oracle | 0:27 | 0:26 | ann. | 0:27 | 0:58 |

Nei successivi due turni a eliminazione diretta Oracle ha battuto prima Luna Rossa e poi Damiani Italia, accedendo alla finale degli sfidanti.
|  | Sail-off | Sail-off    | Sail-off       |             |      | Quarti di finale | Quarti di finale | Quarti di finale |  |  | Semifinale | Semifinale | Semifinale |  |
|  |          |             |                |             |      |                  |                  |                  |  |  |            |            |            |  |
|  |          |             |                |             |      | G3               | Damiani Italia   | 0:29             |  |  |            |            |            |  |
|  |          |             |                |             |      | G3               | Damiani Italia   | 0:29             |  |  |            |            |            |  |
|  |          |             |                | Team Origin |      |                  |                  |                  |  |  |            |            |            |  |
|  | G4       | Team Origin | 1:52           |             |      |                  |                  |                  |  |  |            |            |            |  |
|  | G4       | Team Origin | 1:52           |             |      |                  |                  |                  |  |  |            |            |            |  |
|  | S2       | K Challenge |                |             |      |                  |                  |                  |  |  |            |            |            |  |
|  | S2       | K Challenge | Damiani Italia |             |      |                  |                  |                  |  |  |            |            |            |  |
|  |          |             |                |             |      |                  |                  |                  |  |  |            |            |            |  |
|  |          |             | BMW Oracle     | BMW Oracle  | 0:35 |                  |                  |                  |  |  |            |            |            |  |
|  |          |             |                | BMW Oracle  | 0:35 |                  |                  |                  |  |  |            |            |            |  |
|  |          |             |                |             |      |                  |                  |                  |  |  |            |            |            |  |
|  |          |             |                |             |      |                  |                  |                  |  |  |            |            |            |  |
|  |          | G2          | BMW Oracle     | 0:09        |      |                  |                  |                  |  |  |            |            |            |  |
|  |          |             |                | 0:09        |      |                  |                  |                  |  |  |            |            |            |  |
|  |          |             |                | Luna Rossa  |      |                  |                  |                  |  |  |            |            |            |  |
|  | G5       | Luna Rossa  | 0:01           |             |      |                  |                  |                  |  |  |            |            |            |  |
|  | G5       | Luna Rossa  | 0:01           |             |      |                  |                  |                  |  |  |            |            |            |  |
|  | S1       | China Team  |                |             |      |                  |                  |                  |  |  |            |            |            |  |

La finale degli sfidanti doveva essere un match al meglio delle cinque regate, ma per le condizioni meteorologiche avverse venne ridotta al meglio delle tre. Oracle ha affrontato Alinghi, che era automaticamente qualificata in quanto vincitrice del turno Gold Fleet. Nel match il team svizzero si è imposto per 2-0, accedendo così alla finale (persa per 3-1 contro Emirates Team New Zealand) e ponendo termine al torneo del team americano, che ha concluso al terzo posto.
|  | Finale     |            |      |      |   |  |
|  |            |            |      |      |   |  |
|  | Alinghi    | Alinghi    | 0:01 | 0:27 | 2 |  |
|  | BMW Oracle | BMW Oracle |      |      | 0 |  |

## America's Cup 2010

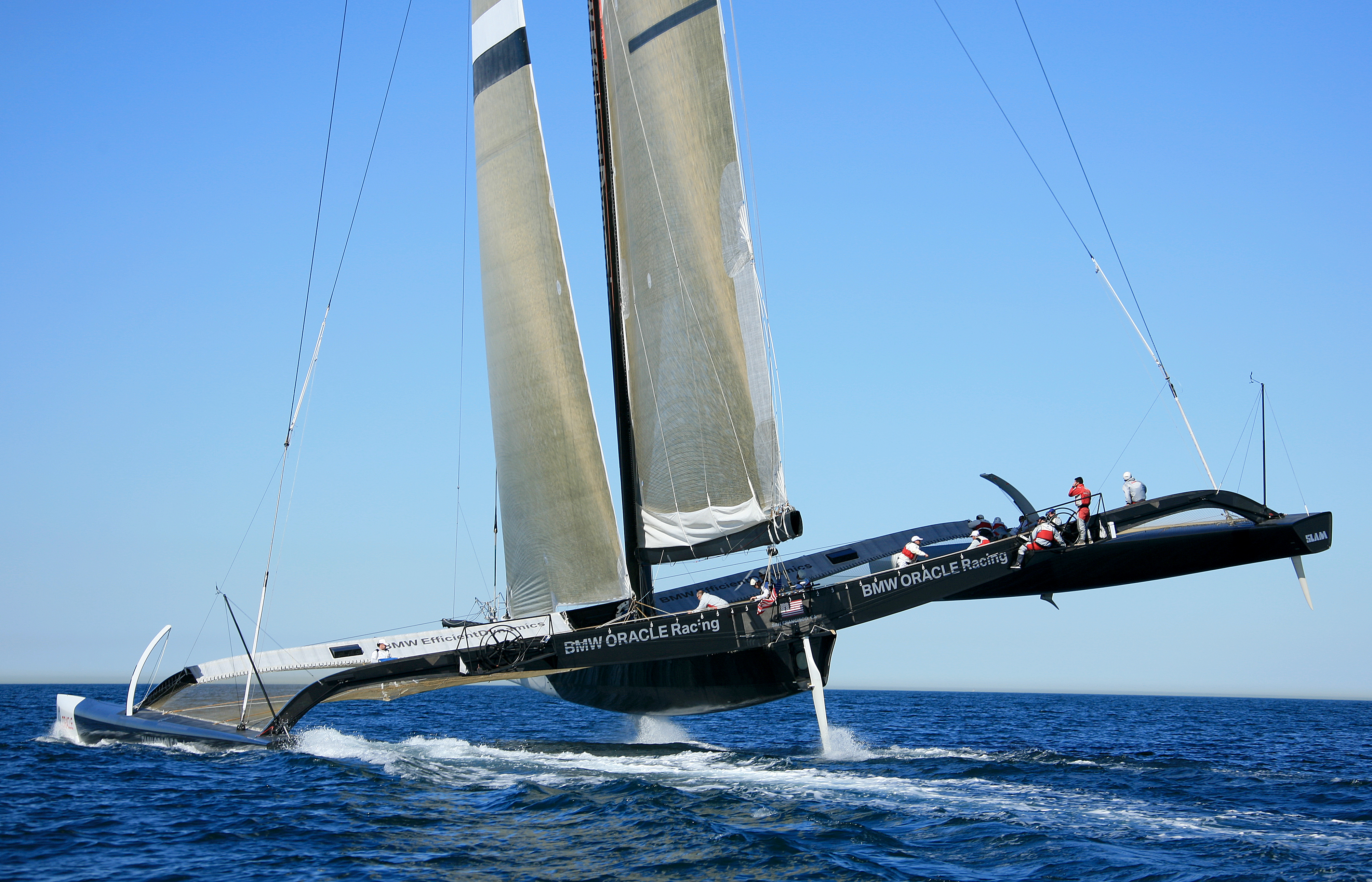
Il trimarano USA 17 durante le prove a San Diego, nel 2009

BMW Oracle ha ottenuto, a seguito di diversi ricorsi in tribunale, di disputare la XXXIII America's Cup in uno scontro diretto al meglio delle tre regate fra multiscafi. Il team ha progettato e realizzato un trimarano di 90 piedi, USA 17, che si è confrontato con il catamarano Alinghi 5. Gli statunitensi hanno ottenuto la vittoria per 2-0, riportando l'America's Cup negli Stati Uniti dopo 15 anni dall'ultima vittoria di America³.
La prima regata, tenutasi il 12 febbraio 2010 dopo diversi rinvii (8 e 10 febbraio) dovuti al vento debole, ha visto una buona partenza di Alinghi che, pur incorrendo in una penalità in fase di preparenza, riesce a tagliare la linea di partenza con un netto vantaggio. Tuttavia è emersa chiaramente, già nel primo lato, la differenza di prestazioni fra le due imbarcazioni, che ha consentito a BMW Oracle di superare Alinghi e conquistare un vantaggio che di fatto ha chiuso l'esito della regata al termine del primo lato. Nel successivo lato di poppa infatti Oracle ha ulteriormente allungato le distanze, portandosi oltre 3 km avanti al team svizzero, che ha dovuto inoltre scontare la penalità prima dell'arrivo, effettuato con 15 minuti e 28 secondi di ritardo rispetto agli statunitensi.
La seconda regata, tenutasi due giorni dopo, il 14 febbraio, in condizioni di vento debole (7-8 kn, condizione teoricamente favorevole per il catamarano) ha visto nuovamente Alinghi incorrere in una penalità nella prima fase, essendo entrata troppo presto nel campo di prepartenza, mentre Oracle è partita dalla sinistra del campo con un discreto vantaggio. Questa volta Alinghi ha dato battaglia al team statunitense sul primo lato, sfruttando un giro di vento sul lato di destra e riportandosi avanti, anche con un buon margine e mostrando prestazioni competitive almeno nella bolina. Tuttavia all'arrivo in boa Alinghi, pur arrivando davanti, ha lasciato scappare sottovento il trimarano statunitense, che nei successivi lati di poppa ha preso un consistente vantaggio, incrementato ancora dalla penalità di Alinghi, andando a vincere con 5 minuti e 26 secondi di vantaggio e conquistando così la XXXIII edizione della America's cup.

## Louis Vuitton Trophy
BMW Oracle è tornata in acqua con le ACC, dopo la vittoria della XXXIII America's Cup, in occasione del Louis Vuitton Trophy. Il team statunitense partecipa a partire dal terzo appuntamento dell'evento, tenutosi in Sardegna, a La Maddalena.

### Louis Vuitton Trophy La Maddalena
All'evento, tenutosi a La Maddalena fra il 22 maggio ed il 6 giugno 2010, BMW Oracle ha fornito due delle barche impiegate, USA 87 e USA 98, assieme alle imbarcazioni di Mascalzone Latino, ITA 90 e ITA 99. Nel round robin BMW Oracle ha ottenuto solo 3 vittorie (contro ALL4ONE Challenge, Azzurra e Mascalzone Latino) e 6 sconfitte, concludendo con tre punti, in parità con Luna Rossa. L'imbarcazione italiana però rimane davanti in classifica grazie alla vittoria nello scontro diretto e il team statunitense, al penultimo posto, viene così eliminato.
| Pos | Squadra                   | G | V | P | Pt | Risultato                       |
| --- | ------------------------- | - | - | - | -- | ------------------------------- |
| 1   | ALL4ONE Challenge         | 9 | 6 | 3 | 6  | Qualificate al turno successivo |
| 2   | Team Artemis              | 9 | 6 | 3 | 6  | Qualificate al turno successivo |
| 3   | Emirates Team New Zealand | 9 | 6 | 3 | 6  | Qualificate al turno successivo |
| 4   | Mascalzone Latino         | 9 | 6 | 3 | 5  | Qualificate al turno successivo |
| 5   | Team Synergy              | 9 | 5 | 4 | 5  | Qualificate al turno successivo |
| 6   | Azzurra                   | 9 | 4 | 5 | 4  | Qualificate al turno successivo |
| 7   | Team Origin               | 9 | 4 | 5 | 4  | Qualificate al turno successivo |
| 8   | Luna Rossa                | 9 | 3 | 6 | 3  | Qualificate al turno successivo |
| 9   | BMW Oracle                | 9 | 3 | 6 | 3  |                                 |
| 10  | Aleph                     | 9 | 2 | 7 | −2 |                                 |

1. ↑  1 punto di penalità per una collisione durante la gara con ALL4ONE Challenge.
2. ↑  1 punto di penalità per aver urtato la poppa di Azzurra nel corso delle manovre di pre-partenza della regata, più 3 punti di penalità, applicati successivamente, per aver arrecato seri danni alle due barche fornite da BMW Oracle (USA-87 e USA-98), tali da richiedere estensive riparazioni.

|            | ALE  | A4O  | ART  | AZZ  | NZL   | LUN  | MAS  | SYN  | ORI  |
| ---------- | ---- | ---- | ---- | ---- | ----- | ---- | ---- | ---- | ---- |
| BMW Oracle | 0:28 | 0:17 | 0:16 | 0:15 | 0:54* | 0:22 | 0:26 | 0:21 | 1:03 |

* In origine, BMW Oracle e Emirates Team New Zealand si erano già scontrati il 28 maggio, regata decisa a favore degli americani (con soli 6 secondi di vantaggio) da una penalità inflitta ai neozelandesi per non aver mantenuto in tensione lo strallo del genoa mettendo così a rischio l'integrità del sartiame. Benché un ricorso dei kiwi fosse stato rigettato, la Giuria decise poco dopo di rescindere la regola in quanto inapplicabile e pertanto dispose la ripetizione della regata, svoltasi il 30 maggio con vittoria dei neozelandesi.

## RC 44
BMW Oracle dispone anche di una imbarcazione della classe RC44, USA18, varata nel 2008. Il team americano ha partecipato a numerosi eventi anche in questa categoria.

### 2008
Il team americano salta la prima tappa del campionato, la Dubai RC44 Cup 2008. Il primo evento della categoria al quale partecipa BMW Oracle è la Cagliari RC44 Cup 2008. Nel girone di match race BMW Oracle termina al primo posto, con una sola sconfitta (contro Cro-A-Sail) e otto punti su nove. Nelle regate di flotta BMW Oracle ha ottenuto il secondo posto complessivo, dietro il team Hiroshi Città di Milano. Successivamente Oracle è impegnata nella RC44 Austria Cup 2008, dove ottiene un terzo posto con 5 punti nei match race ed un sesto posto nelle regate di flotta. Oracle partecipa alla Malcesine Slam Cup 2008, dove ottiene il primo posto nella classifica match race ed il sesto posto nelle regate di flotta. Partecipa anche alla Friuli Venezia Giulia RC44 Cup 2008, dove la maggior parte delle regate vengono cancellate per vento troppo debole, ottenendo il quarto posto nelle regate di flotta. Ultimo evento stagionale è la Puerto Calero RC44 Gold Cup 2008, dove ottiene un terzo posto nel match race ed il quarto posto nelle regate di flotta.
BMW Oracle conclude il Campionato RC44 2008 con un quinto posto nella classifica delle regate di flotta, settimo posto nella classifica del DHL Trophy e secondo posto nella classifica match race